# Іваненко В'ячеслав Іванович
В'ячеслав Іванович Іваненко (рос. Вячеслав Иванович Иваненко; нар. 3 березня 1961, Кемерово, Російська РФСР) — радянський легкоатлет, що спеціалізується на спортивній ходьбі, олімпійський чемпіон 1988 року.

## Кар'єра
| Рік              | Змагання                      | Місто                | Місце            | Дисципліна       | Примітки         |
| Представник СРСР | Представник СРСР              | Представник СРСР     | Представник СРСР | Представник СРСР | Представник СРСР |
| ---------------- | ----------------------------- | -------------------- | ---------------- | ---------------- | ---------------- |
| 1986             | Чемпіонат Європи              | Штутгарт, Німеччина  | 2                | ходьба на 50 км  | 3:41:54          |
| 1987             | Чемпіонат світу               | Рим, Італія          | 3                | ходьба на 50 км  | 3:44:02          |
| 1988             | Олімпійські ігри              | Сеул, Південна Корея | 1                | ходьба на 50 км  | 3:38:29          |
| 1989             | Чемпіонат Європи в приміщенні | Гаага, Нідерланди    | 7                | ходьба на 5 км   | 20:11.32         |